# Charyton Eugeniota
Charyton Eugeniota, gr. Χαρίτων Ευγενειώτης, Charitōn Eugeneiōtēs – patriarcha  Konstantynopola w latach 1178–1179.

## Życiorys
Charyton, pochodzący z rodu Eugeniotów, przed objęciem stolicy patriarszej był przełożonym klasztoru Mangana. Był patriarchą Konstantynopola przez 11 miesięcy od marca/sierpnia 1178 do lutego/lipca 1179.